# Купербаш
Куперба́ш (рос. Купербаш, башк. Күпербаш) — присілок у складі Краснокамського району Башкортостану, Росія. Входить до складу Новокаїнликівської сільської ради.
Населення — 95 осіб (2010; 107 у 2002).
Національний склад:
- татари — 52 %
- башкири — 45 %